# Nowa Dęba (przystanek kolejowy)
Nowa Dęba – przystanek kolejowy w Nowej Dębie, w województwie podkarpackim, w Polsce, otwarty w 1971, zamknięty w 2000, reaktywowany w 2009.

## Ruch pasażerski
| Rok  | Wymiana pasażerska na dobę |
| ---- | -------------------------- |
| 2017 | 50-99                      |
| 2022 | 100-149                    |

Od 13 grudnia 2009 uruchomiono połączenie Rzeszów – Stalowa Wola Rozwadów oraz od 12 grudnia 2010 z Rzeszowa do Lublina. 9 grudnia 2012 bezpośrednie połączenie osobowe relacji Rzeszów – Lublin zostało zamienione połączeniem skomunikowanym, z przesiadką w Stalowej Woli Rozwadów ale rok później zrezygnowano z tego pomysłu i przywrócono bezpośrednie połączenie z Lublinem.
Mieszkańcy Nowej Dęby protestowali przeciwko wybudowaniu krótkiego peronu (100 m), niespełniającego wymogów do zatrzymywania się tam pociągów pospiesznych. W związku z tym od 11 grudnia 2011 na przystanku warunkowo zatrzymywały się pociągi pośpieszne TLK.
W latach 2012–2013 miała miejsce przebudowa peronu, który po modernizacji ma długość 200 m.